# Ludwik Praszałowicz
Ludwik Praszałowicz (ur. 12 czerwca 1824, zm. 17 kwietnia 1897 w Lisku) – polski duchowny rzymskokatolicki.

## Życiorys

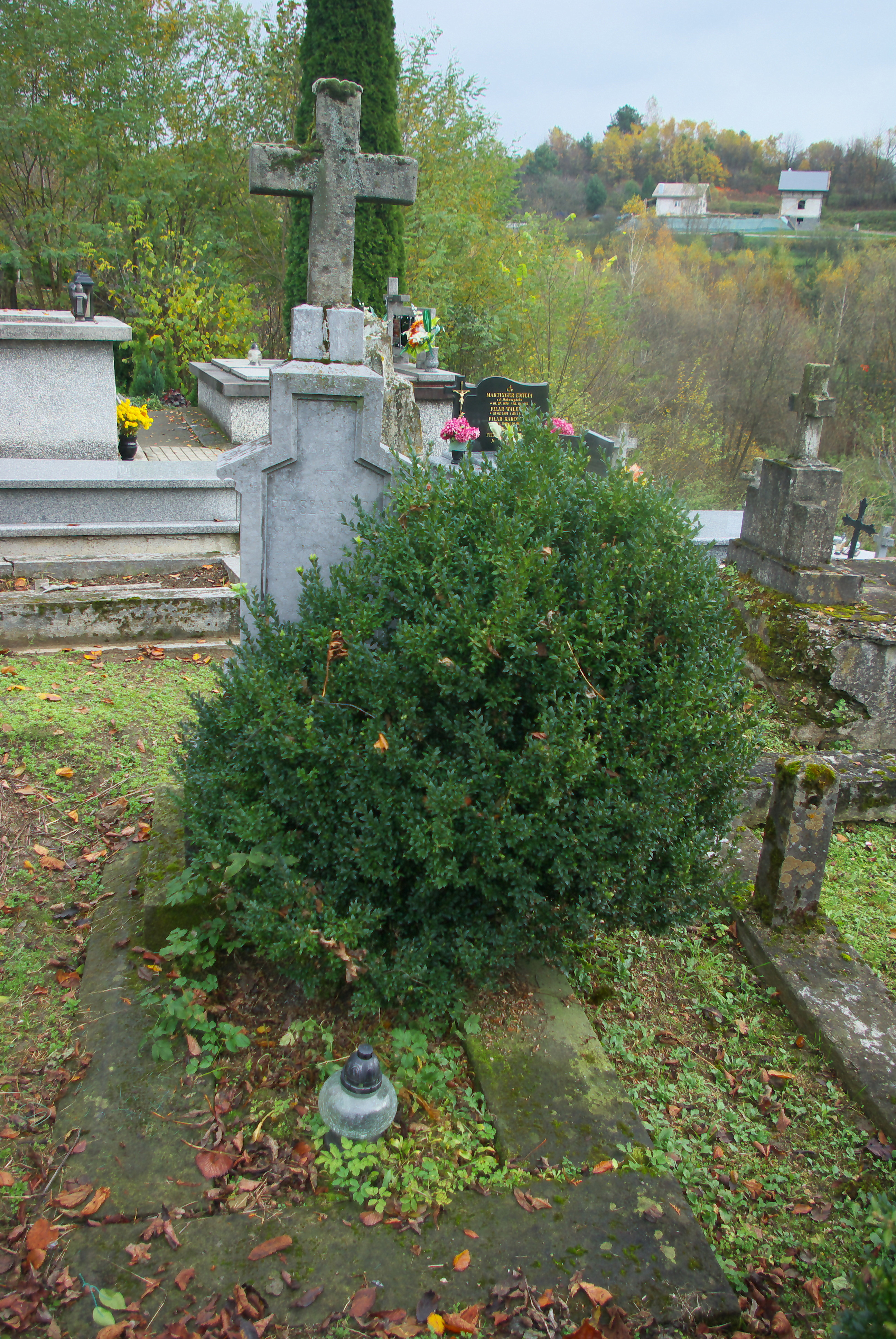
Nagrobek ks. Ludwika Praszałowicza

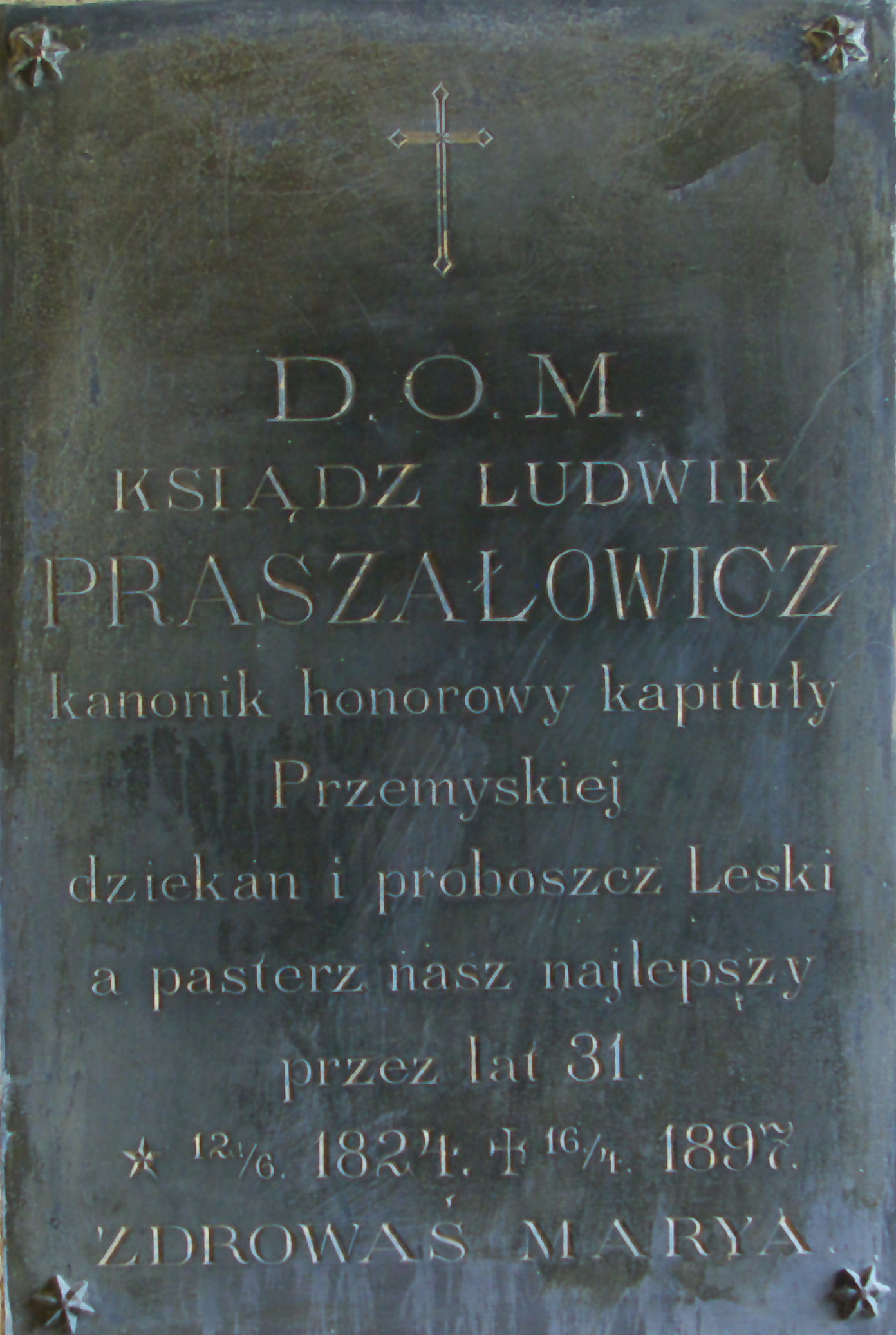
Epitafium w leskim kościele

Urodził się 12 czerwca 1824. Święcenia kapłańskie otrzymał w 1848.
Do 1866 był proboszczem parafii Świętej Trójcy w Głogowie. Następnie, od 1866 przez 31 lat do końca życia był proboszczem parafii Nawiedzenia Najświętszej Maryi Panny w Lisku, działającej w kościele pod tym wezwaniem. Do końca życia pełnił także funkcję dziekana liskiego. Otrzymał kanonika honorowego kapituły przemyskiej. U kresu życia był emerytowanym katechetą gimnazjalnym i profesorem katechetyki i metodyki teologii na fakultecie teologicznym w Seminarium Duchownym w Przemyślu.
Był członkiem Rady c. k. powiatu liskiego, wybierany z grupy większych posiadłości: od około 1867 do około 1874 pełnił funkcję członka wydziału powiatowego, od około 1874 do około był zastępcą członka wydziału, od około 1876 do około 1880 był ponownie członkiem wydziału, około 1880/1881 był członkiem bez funkcji w wydziale, a od około 1881 do około 1890 był zastępcą prezesa (marszałka) wydziału powiatowego
. Do końca życia był zastępcą przewodniczącego C. K. Rady Szkolnej Okręgowej w Lisku.
W dniu 19 września 1880 na stacji kolejowej Lesko Łukawica na czele duchowieństwa witał podróżującego po Galicji cesarza Austrii Franciszka Józefa I.
Zmarł 17 kwietnia 1897 w Lisku. Został pochowany na miejscowym cmentarzu.